# Château de Muzot

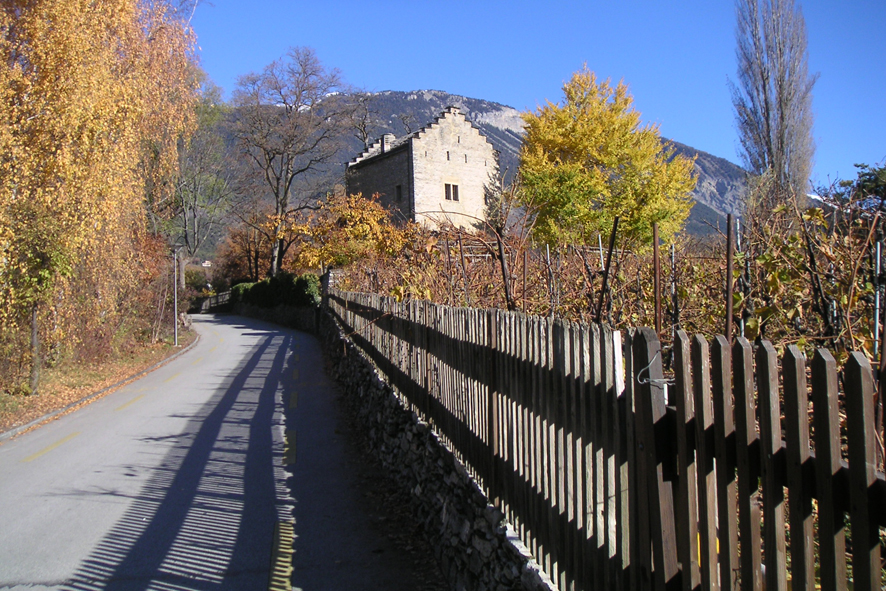
O Château de Muzot, em Veyras, Suíça, foi onde Rilke terminou de escrever as Elegias de Duino em "uma selvagem tempestade criativa" em fevereiro de 1922

O Château de Muzot (também conhecido como Maison Muzot ou Castelo de Muzot) é uma mansão fortificada do século XIII, localizada perto de Veyras, no Vale do Ródano, na Suíça.
Em 1921, foi comprado pelo comerciante suíço e patrono das artes Werner Reinhart, que convidou o poeta boêmio-austríaco Rainer Maria Rilke (1875-1926) para morar lá sem pagar aluguel. Foi em Muzot, durante algumas semanas em fevereiro de 1922, que Rilke, após um longo hiato causado por uma grave depressão, finalmente completou as Elegias de Duino e escreveu os Sonetos a Orfeu (ambos publicados em 1923).

## Rilke:Elegias de DuinoeSonetos a Orfeu
De 1921 a 1926, Muzot foi o lar da poeta boêmia-austríaca Rainer Maria Rilke (1875-1926). Aqui, após dez anos de trabalho e atrasos, em fevereiro de 1922, Rilke terminou o trabalho nas Elegias de Duino, uma coleção de dez longos poemas sobre temas profundamente místicos e filosóficos. Muzot aparece em uma referência no ciclo de poemas Sonetos da China (1936) do poeta britânico W. H. Auden (1907-1973), que foi inspirado por Rilke.